# Oh My Ghostess
Oh My Ghostess este un film serial sud coreean din anul 2015 produs de postul tvN.

## Cast
- Jo Jung-suk - Kang Sun-woo
- Park Bo-young - Na Bong-sun
- Kim Seul-gie - Shin Soon-ae
- Lim Ju-hwan - Choi Sung-jae